# Marcia Russa
La marcia russa (in russo Русский марш?, Russkij marš) è un corteo annuale che viene organizzato dal 2005 dalle organizzazioni neonaziste russe in diverse grandi città della Federazione russa nel giorno del 4 novembre, quando contemporaneamente nel Paese si svolge la Giornata dell'unità nazionale. Tra gli organizzatori figurano il Movimento contro l'immigrazione illegale (DPNI), Russkie, Pamjat' e molte altre organizzazioni nazionaliste e neonaziste russe.
La marcia del 2006 venne vietata dal sindaco della città Yuriy Luzhkov. Nonostante ne abbia condannato la natura xenofoba della marcia, il vice capo di Yabloko a Mosca, Aleksej Naval'nyj, chiese pubblicamente che la manifestazione si possa svolgere in accordo ai diritti di concessi ai cittadini di riunirsi pacificamente contenuti nella costituzione.

## Marcia del 2006

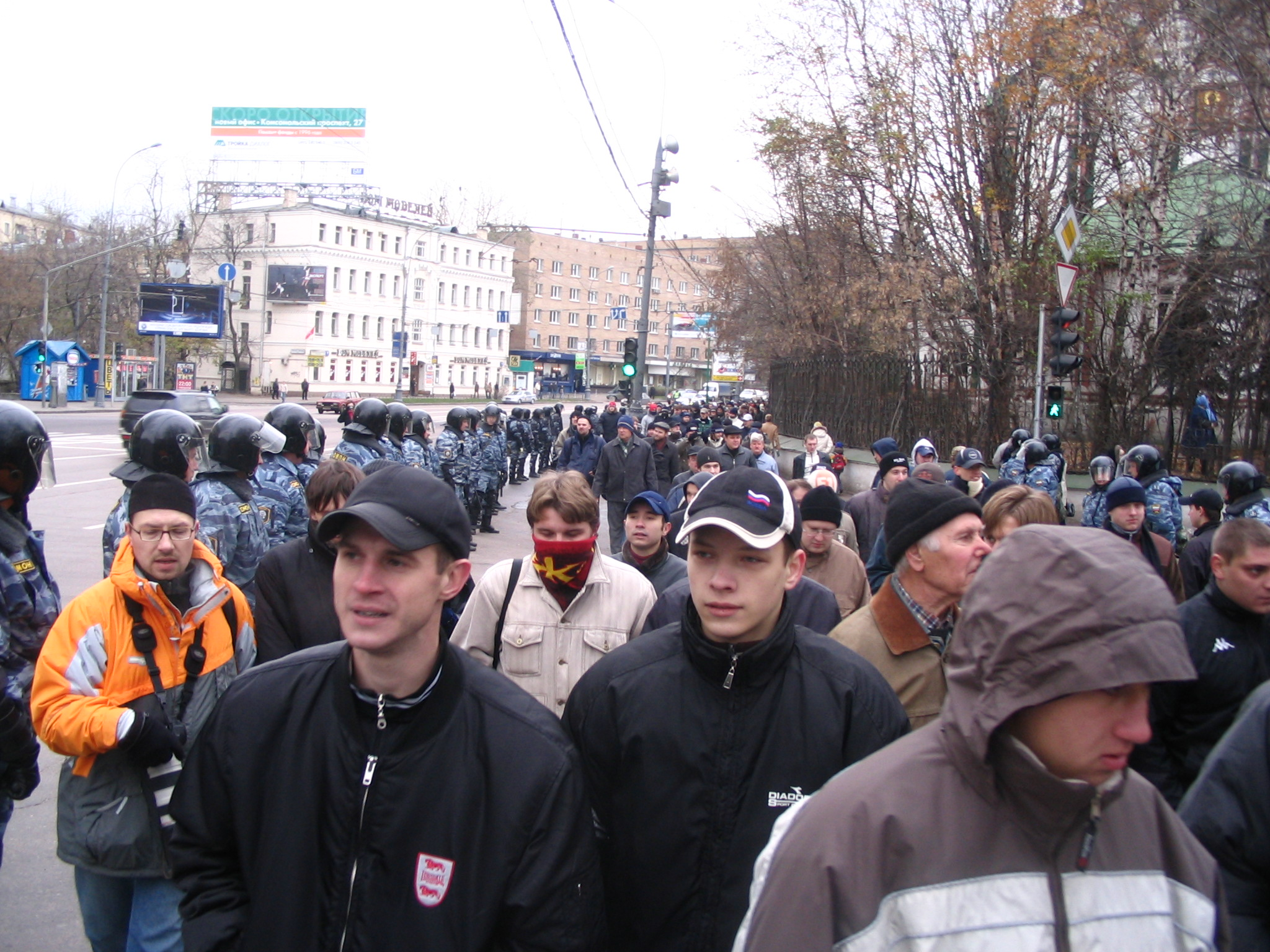
I manifestanti hanno camminato per diverse centinaia di metri all'interno di un corridoio fiancheggiato dalla polizia antisommossa

Oltre a Mosca, la marcia era prevista a San Pietroburgo, Krasnojarsk, Novosibirsk, Čita, Stavropol', Majkop, Tjumen', Vladivostok, Južno-Sachalinsk, Blagoveščensk, Nižnij Novgorod e Kaliningrad, ma è stata vietata anche nella maggior parte delle città. Irkutsk ha ufficialmente autorizzato la marcia. Le manifestazioni si sono svolte anche in Ucraina (Kiev, Crimea, Odessa, Sebastopoli), Moldavia (Chișinău, Tiraspol) e Georgia (Tbilisi). Sono stati arrestati i capi della Gioventù russa della Moldavia e dell'Unione della gioventù eurasiatica della Repubblica di Moldova. Anche se l'uso di simboli nazisti era stato proibito dagli organizzatori, una bandiera con la svastica viene innalzata da Dmitrij Demuškin, capo della Slavic Union (SS).
Vietando la marcia a Mosca, il sindaco Jurij Lužkov ha dichiarato: "Se permettiamo che il nostro Stato venga diviso su basi etniche o interconfessionali, se permettiamo guerre di religione, temo che questa sarà la fine della Russia". Una contro-protesta a Mosca da parte di manifestanti di sinistra ha attirato circa 500 persone che portavano striscioni con slogan come "Fronte antifascista russo" e "Sono russo e quindi non fascista".
Alla marcia russa si è opposta anche l'Ufficio per i diritti umani di Mosca e la comunità ebraica russa guidata dal rabbino Berel Lazar. Organizzazioni giovanili di Krasnojarsk "Insieme!", "Squadre studentesche regionali di Krasnojarsk", "Forum giovanile di Krasnojarsk", "Patrioti di Yenisey" e "Guardie giovanili di Russia Unita" hanno preparato un appello scritto al governatore del Territorio di Krasnojarsk Aleksander Chloponin e al sindaco della città Pëtr Pimaškov per impedire lo svolgimento della marcia russa in la città. Il Movimento contro l'immigrazione illegale riferì a Reuters che sarebbe andato avanti con i loro raduni indipendentemente dal fatto che fossero autorizzati o meno.
Un raduno di massa separato chiamato Marcia di destra è stato organizzato da diversi movimenti ortodossi (il Consiglio nazionale, l'Unione degli alfieri ortodossi e il Bastione), che hanno dichiarato la loro indipendenza dalla Marcia Russa.

## Marcia del 2020
Le autorità della Federazione Russa hanno negato l'autorizzazione per la marcia russa del 2020 a causa della pandemia di COVID-19. Nonostante il divieto, decine di nazionalisti si sono riuniti nella città siberiana di Barnaul il 4 novembre, protestando contro il presidente Vladimir Putin. Gli organizzatori della marcia russa a Mosca, dopo il rifiuto, avevano programmato di deporre fiori presso l'ufficio del Servizio Penitenziario Federale, per commemorare il neonazista russo Maksim Marcinkevič, morto in carcere un mese prima. La polizia di Mosca ha arrestato almeno 32 attivisti di estrema destra.

## Le origini
La prima marcia russa si è svolta il 4 novembre 2005 ed è stato il primo raduno di massa legale dell'estrema destra nella storia della Russia moderna. Il giorno delle manifestazioni è stato ispirato dall'espulsione delle forze polacco-lituane dal Cremlino di Mosca durante la guerra polacco-moscovita del 1605-1618, avvenuto il 22 ottobre (4 novembre del calendario gregoriano), che fu successivamente contrassegnata dallo zar nel 1612 come giorno di festa.